# توماس كافنديش
توماس كافنديش (بالإنجليزية: Thomas Cavendish)‏ السير توماس كافنديش (مايو 1592 - 19 سبتمبر 1560) كان قرصانا ومستكشف إنجليزي وكان يعرف بالملاح لانه أول من حاول تقليد السيد فرانسيس دريك في الإغارة على المدن والسفن الإسبانية في المحيط الهادئ، والعودة بالدوران حول الأرض.
ولد كافنديش في سانت مارتن بالقرب من إبسويتش، سوفولك، إنكلترا.وتوفي في البحر عن عمر يناهز ال 32.
عندما كان عمر كافنديش 12 ورث ثروة من والده المتوفى ويليام. في سن ال 15 التحق بكلية كوربوس كريستي، جامعة كامبريدج لمدة سنتين، ولكن لم يأخذ درجة. وكان عضوا في البرلمان لشافتسبري، دورست، في 1584. في 1585 أبحر مع السير ريتشارد غرينفيل إلى ولاية فرجينيا.

## بداية حياته
كافنديش ولد في عام 1560 في ترملاي سانت مارتن بالقرب ايبسويتش، سوفولك، إنكلترا. كان والده ويليام كافنديش، وهو سليل روجر كافنديش، شقيقه السير جون كافنديش ومن العائلة أيظن هم من دوقات ديفونشاير ودوقات نيوكاسل تستمد من اسم عائلة كافنديش.
عندما كان توماس كافنديش 12 ورث ثروة من تركة أبيه. بعد أن ترك المدرسة في سن 17 سنة، أمضى أكثر من 8 سنوات المقبلة وهو يعيش عيشة الفاخرة. في سن ال 15 دخل كلية كوربوس كريستي، كامبردج، وبقى لمدة عامين، ولكن لم تأخذ درجة. [3] وكان عضوا في البرلمان لشافتسبري، دورست، في 1584.و في عام 1585 وأبحر بعدها مع السير ريتشارد غرينفيل في ولاية فرجينيا، واكتساب خبرة قيمة بكثير ولكن فقدان ماله على استثماراته. وكان عضوا في البرلمان عند ويلتون في عام 1586.

## الرحلة الأولى: الأبحار نحوة الغرب بنجاح
قبل يوليو 1586 كانت أسبانيا وإنجلترا في الحرب التي تورطت بها أرمادا الإسبانية وغزوها الذي هدد إنجلترا في 1588.و كان كافنديش مصممة على متابعة السير فرانسيس دريك ورغبتة في الإغارة على الموانئ والسفن الإسبانية في المحيط الهادئ والدوران حول الأرض. بعد الحصول على إذن للغارات، بنى كافنديش سفينة تزن 120 طن وتحمل معها 18 مدافع، واسمها الرغبة. وقد التحق به سفينة تزن 60 طن، وبها 10 مدفع، اسهما هو سفينة المحتوى، والسفينة 40 طن واسمها «الفارس النبيل».

### استكشاف ومداهمة قبالة الساحل الغربي لأمريكا الجنوبية
هناك على ساحل المحيط الهادئ قام كافندش بقبض وتدمير 9 سفن من سفن الإسبانية ونهب عدة بلدات وكميات من المواد الغذائية والكنز بينما وقان بأغراق السفينة الفارس النبيل واستخدام طاقمها المتبقي ليحل محل فقدان افراد الطاقم على سفنه الأخرى.

### القبض على جاليون مانيلا
وكشف الدليل الذي أخذ من إحدى السفن الإسبانية لغرض الستيلاء على سفن جاليون مانيلا وكان من المتوقع في أكتوبر أو نوفمبر 1587 انة السفينة سترسوا في كيب سان لوكاس في [[ولاية باجا كاليفورنيا]] شبه الجزيرة قبل ان يتوجه إلى أكابولكو. وقد قيدت جاليون مانيلا من قبل الملكية في إسبانيا على إحد من السفن الأثنين وحملت الكثير من الحمولات الثمينة من الفلبين «تنقل الفضة» والنعناع من بيرو والمكسيك، ولالتوابل والحرير والذهب والسلع الأخرى باهظة الثمن. في عام 1587 كان هناك اثنان جاليون مانيلا: في 'سان فرانسيسكو' و'«سانتا آنا». للأسف واجهت إحداهن اعصار وأجبرت على مغادرة الفلبين وكانت مدمرة على الساحل من اليابان. في 'سانتا آنا' تم انقاذها وبعد التصليح استأنفت رحلتها.

### المغادرة وعبور المحيط الأطلسي
إيث له ثلاث سفن و123 رجل انطلق من بليموث، انجلترا في 21 يوليو 1586 وبلغ مضيق ماجلان في 6 يناير 1587.
انه رسى أولا على جزيرة سانتا ماغدالينا بالقرب من بونتا اريناس، تشيلي في ايامنا هذة. هناك في ساعتين، اسطادوا اثنين من البطريق ق للغذاء. بعد التنقيب واسعة من العديد من مداخل، المتاهات، وقنوات معقدة من الجزر والأراضي المكسورة من تييرا ديل فويغو خرج من المضيق إلى المحيط الهادئ في 24 فبراير شباط وأبحر على طول الساحل من أمريكا الجنوبية.
عند الوصول إلى خليج كاليفورنيا في أكتوبر 1587 كافنديش واثنين من السفن رسى في جزيرة فوق مازاتلان لتنظيف وإجراء الإصلاحات العامة. كان عليهم أن حفر الآبار للمياه. أبحروا لكيب سان لوكاس في شبه جزيرة باجا وانشاء دوريات لمعرفة ما إذا كان يمكن أن تشاهد سفن جاليون مانيلا. في وقت مبكر يوم 4 نوفمبر 1587 واحدة من نقاط مراقبة كافنديش رصدت سفينة جاليون 600 طن المأهولة مع أكثر من 200 رجل. بعد عدة ساعات بإجراء إصلاح شامل والضرورية لمطاردة السفن الإنجليزية في 'سانتا آنا' '- الذي كان مرجح بأن لن تكون هنالك أي مدافع على متن السفينة، وذلك لحمل البضائع الأضافية. بعد عدة ساعات من المعركة خلالها كافنديش استخدام مدفعه لاطلاق النار الكرة ووطلقات العنب المدفعية ويسددها نحوة جاليون وحاول الإسبان القتال مرة أخرى مع الأسلحة الصغيرة، وبعد أن بدائت السفينة تغرق، أخيرا استسلمت
بسبب التفاوت الكبير في حجم سفن 'المحتوى' و الرغبة 'كان علية انتقاء واختيار ما الشحنات الغنية التي أرادوا نقلها إلى سفنهم وهي أكبر من ذلك بكثير.و بالأضافة إلى مائة وتسعين أسباني (بما في ذلك سيباستيان فيزكينو (1548-1624)، المستكشف ساحل كاليفورنيا)، وأفراد الطاقم الفلبين، وضعت على الشاطئ ' سانتا آنا '. مع الطعام وبعض الأسلحة في المكان الذي كان الماء والغذاء المتاحة. كافنديش أبقى معه اثنين اليابانيين البحارة، ثلاثة أولاد من مانيلا، و البرتغالية مسافر الصين، وو بكثير' سانتا آنا '. البحري إسباني.و حملوا كل الذهب (حوالي 100 جنيه تروي أو قيمتها 122,000 بيزو) ثم أخذ الحرير، دمشقي ثانية، المسك (المستخدمة في العطور)، التوابل، والنبيذ، والإمدادات السفينة لما يستطيعون حمله. ادعى بعض في المكسيك أن القيمة الإجمالية للبضائع كانت حوالي 2,000,000 بيزو. بعد إضرام النار في 'سانتا آنا'، أبحر بعيدا كل من سفينة  الرغبة  و المحتوى ' في 17 نوفمبر 1587 لبدء رحلتهم عبر المحيط الهادئ
و بينما كانت تحترق، و'"سانتا آنا" " قاموا الناجين الإسباني بأطفاء لهيب، وإعادة تعويم السفينة، وعادوا إلى أكابولكو.
و لم يسمع عن سفينة 'المحتوى' أبدا من جديد. وسفينة'الرغبة' حاولت تجنب الصراع لبقية رحلتها.

### عبور المحيط الهادي واستكشاف الجزر في جنوب شرق آسيا
بعد عبور المحيط الهادي، كافنديش وسفينتة'الرغبة' وصلت إلى جزيرة غوام. يوم 3 يناير 1588. والمتداولة الأدوات الحديدية بي لإمدادات جديدة، مثل الماء والخشب. وللحصول على المزيد رسا في الفلبين، جافا وغيرها من الجزر، وتداول بعض من الكتان وغيره من السلع لإمدادات الجديدة، وجمع المعلومات عن  الصينية واليابان جنوب شرقي السواحل. انه يأمل في استخدام هذه المعلومات لزيادة المعرفة باللغة الإنجليزية الموجودة في المنطقة والممكنة لرحلة الثانية. له طاقما من نحو 48 رجلا استبدال ملابسهم المترهلة وأغطية الفراش مع زي حريري مصنوعة من دمشقي.

### العودة إلى إنجلترا
قبل 14 مايو 1588 كافنديش وصل إلى سواحل أفريقيا، وعاد إلى إنجلترا من طريق رأس الرجاء الصالح، وتوقف عند جزيرة سانت هيلينا لإمدادات 
في 9 سبتمبر 1588 سفينة'الرغبة' أبحرت إلى ميناء في بليموث، إنجلترا. حتى نهر التايمز من خلال لندن، ورفعوا لها أشرعة جديدة باللون الأزرق دمشقي.
كانت رحلة كافنديش الأولى لاقت نجاحاً كبيرا سواء من الناحية المالية أوغير ذلك؛ كان كافنديش بعمر 28 بعد عودته. تم الانتهاء من دورانة حول العالم في عامين و49 يوما، وتسعة أشهر أسرع من فرنسيس دريك، عاد كافنديش مع واحده فقط من سفنه، سفينة 'الرغبة' مع طاقما من نحو 48 رجلا. وحصل على وسام من قبل الملكة إليزابيث الأولى من إنكلترا، التي كانت مدعوا إلى حفل عشاء على متن سفينه 'الرغبة'. احتفلت كل انكلترا بعودة سفينة 'الرغبة' وهزيمة الارمادا الإسبانية في وقت سابق من ذلك العام.

## رحلة الثانية
كافنديش أبحر في رحلة الثانية في آب 1591 برفقه الملاح جون دافيز (المستكشف الإنجليزي). ذهبوا إلى الجنوب من مضيق ماجلان ثم عاد إلى البرازيل، حيث خسر معظم الطاقم في معركة ضد البرتغاليين في قرية فيتوريا. واحد بحار المهجورة، أنطوني كانفيت، وكتب في وقت لاحق حول مغامراته في البرازيل. شوهد كافنديش وهو يبحر عبر المحيط الأطلسي نحو سانت هيلينا مع ما تبقى من الطاقم، لكنه توفي لاسباب غير معروفة في سن 31، وربما من جزيرة أسينشين في جنوب المحيط الأطلسي في 1592. الحرف الأخير من كافنديش، كتبت على منفذ قبل بضعة أيام من وفاته، ويتهم جون ديفيس بأنه «الشرير» الذي تسبب في «بفشل العمل كله».

## في الثقافة الشعبية
كافنديش هو الشخصية المحورية في الرواية التاريخية 'الكابتن اليزابيث ' بواسطة جون يستكوت، والذي يتبع الأحداث من أول أبحار له.

## وصلات خارجية
- توماس كافنديش على موقع الموسوعة البريطانية (الإنجليزية)
- توماس كافنديش على موقع إن إن دي بي (الإنجليزية)

- جون نيفيل. «توماس كافنديش»، برنامج تعليم التراث، US الخدمة الوطنية بارك
- مسيحي إيزابيل جونستون (1831). 'حياة ورحلات دريك، كافنديش، ودامبير'. اوليفر وبويد. من كتب Google
- كريستيان إيزابيل جونستون (1892). 'الرحالة المبكر الإنجليزي: أو، المغامرات والاكتشافات من دريك، كافنديش، ودامبير'. لندن: نيلسون. من أرشيف الإنترنت